# Ted North
Ted North Jr. (3 de noviembre de 1916 - 22 de noviembre de 1975) fue un actor cinematográfico estadounidense. Activo en los años 1940, en ocasiones actuaba con el nombre artístico de Michael North. 

## Biografía
Hijo del gerente de un espectáculo itinerante (tent show) Ted North, nació en Topeka, Kansas, graduándose en la Universidad de Kansas en 1939.
North ganó experiencia interpretativa pronto, gracias al teatro de repertorio producido en los espectáculos de su padre. Entre las varias películas en las cuales trabajó figuran The Unsuspected y The Devil Thumbs a Ride (ambas de 1947). 
Estuvo casado con la actriz Mary Beth Hughes desde el año 1943, divorciándose la pareja en 1947. Tuvieron dos hijos. Él volvió a casarse en 1952.
Tras abandonar North la actuación, trabajó como agente artístico, representando a actores com Red Skelton, Milburn Stone, y Amanda Blake.
Ted North falleció en Florida en 1975, a los 59 años de edad.

## Selección de su filmografía
- 1940 : Yesterday's Heroes
- 1940 : Chad Hanna
- 1941 : The Bride Wore Crutches
- 1941 : Charlie Chan in Rio
- 1943 : The Ox-Bow Incident
- 1943 : Margin for Error
- 1947 : The Devil Thumbs a Ride
- 1947 : The Unsuspected